# 久須美祐雋
久須美 祐雋（くすみ すけとし、寛政8年（1796年） - 文久3年12月24日（1864年2月1日））は、江戸時代後期の旗本。久須美祐明の長男。祐義、豊田友直、祐利の兄。子に祐温。通称は権兵衛、六郎左衛門。官位は従五位下佐渡守。号は蘭林、無不香園。

## 来歴
天保14年（1843年）8月8日に書院番から目付に任命され、翌15年（1844年）に西丸先手弓頭に異動、嘉永5年（1852年）4月16日に本丸先手弓頭と火付盗賊改方を兼ねた。同年12月16日に家督を相続、安政2年（1855年）5月22日に大坂西町奉行へ異動、6年間務めた後文久元年（1861年）12月15日に旗奉行、文久3年（1863年）8月14日に講武所奉行並となり同年12月に死去。享年69。文久2年（1862年）に子の祐温に先立たれたため、家督は末弟の祐利が相続した。
文化人で養蘭家でもあり、『近郊遊記』・『在阪漫録』・『甲冑区名図解』・『浪華日記』・『浪華の風』・『養難養説』等を書き記している。また、弟の祐義、豊田友直や甥の杉浦梅潭らと日記を通して情報交換を行っていた。

## 経歴
- 天保14年（1843年）8月8日、目付
- 天保15年（1844年）8月28日、西丸先手弓頭
- 嘉永5年（1852年）4月16日、本丸先手弓頭、火付盗賊改方。12月16日、家督相続。
- 安政2年（1855年）5月22日、大坂西町奉行
- 文久元年（1861年）12月15日、旗奉行
- 文久3年（1863年）8月14日、講武所奉行並
- 文久3年（1863年）12月24日、死去。享年68。墓所は新宿区緑雲寺。